# 大坂 (東京都)
座標: 北緯35度39分12.8秒 東経139度41分28.7秒 / 北緯35.653556度 東経139.691306度大坂（おおさか）は東京都目黒区青葉台4丁目にある坂。山手通りと玉川通りを接続する。山手通りを跨ぐ玉川通りの橋の名称である「大坂橋」の由来でもある。

## 概要
江戸時代、大山街道の江戸・厚木間に位置する40余りの坂の中で、最も大きな坂であったことから名付けられた。現在の青葉台から大橋にかかる玉川通りが該当する。当時の大坂は「鮎はナーエ、大坂くげんだ、団子屋起きたか」と歌われたという。
東急玉川線が開通した明治40年頃から、徐々に環境が変わり、現在では緩やかな地形となっている。大坂の旧道横の斜面緑地は、大坂緑地として保存されている。